# Marie-Louise Girod
Pour les articles homonymes, voir Girod.
Marie-Louise Girod-Parrot est une organiste et compositrice française, née le 12 octobre 1915 à Paris et morte dans la même ville le 29 août 2014.

## Biographie
Marie-Louise Girod naît à Paris le 12 octobre 1915 d'Henri Girod, inspecteur à la raffinerie de sucre Lebaudy et d'Alice Frutière. Elle est engagée dans le scoutisme unioniste (protestant) à la Fédération française des éclaireuses, et est catéchumène du pasteur Wilfred Monod au temple protestant de l'Oratoire du Louvre. Il l'oriente vers le « ministère de l'orgue ».
Elle suit des études musicales sous la direction d'Henriette Puig-Roget puis au Conservatoire de Paris avec Marcel Dupré, Norbert Dufourcq et Noël Gallon. Elle obtient un premier prix d'orgue et d'improvisation en 1941, un premier prix d'histoire de la musique en 1944, et un premier prix de fugue et de contrepoint la même année. Elle est une condisciple de Jeanne Demessieux et Pierre Segond. Camarade de Jehan Alain, elle l'entend jouer ses célèbres Litanies. Elle assiste également au dernier concert de Louis Vierne en 1937. Elle a comme élève Pierre Cochereau.
Elle est organiste titulaire de l’Église réformée de l'Oratoire du Louvre de 1941 à 2008 et de la synagogue Nazareth chaque vendredi. En 1953, elle enregistre en première mondiale avec Louis Martini à la direction le célèbre Te deum H 146 de Marc-Antoine Charpentier (report CD Erato 2014). En 1961 elle enregistre sur l'instrument de l'Oratoire du Louvre la musique d'orgue de Francis Seyrig pour le film d'Alain Resnais, L'Année dernière à Marienbad. Elle mène une active carrière de concertiste et est directrice de l'Académie d'orgue de Saint-Dié, dont elle est la présidente d'honneur. À partir de 1965, elle est membre de la commission d'hymnologie de la Fédération protestante de France. Elle siège à la Commission supérieure des Monuments historiques et à la commission des orgues de la ville de Paris.
Elle épouse l'archéologue André Parrot en 1960. Il est président-directeur du Musée du Louvre, en face du temple de l'Oratoire, de 1968-1972. Elle participe avec lui, comme photographe, aux  fouilles du site royal Mari, en Syrie.
Elle meurt le 29 août 2014  à Paris.

## Distinctions

### Décorations françaises
Officier de la Légion d'honneur

### Décorations étrangères
Commandant de l'ordre du Mérite (Syrie).

## Discographie
On lui doit une importante discographie (vinyls et CD) depuis 1955 :
- «Soli deo gracia » Communauté de Taizé - (SM) Chœur de l’Oratoire du Louvre, dir. H. Hornung -  1955
- Chantres et Musiciens de la réforme -  (SM)  Chœur de Paris, dir. M. Honegger, Maîtrise Oratoire du Louvre, dir. Hornung, Maîtrise protestante de Genève, dir. R. Vuataz
- E. Martin : Messe du Sacre des Rois de France - Paris St-Eustache (Pacific) Chœur de St-Eustache, dir. E. Martin- 1955, M.-C. Alain au grand orgue.
- Hommage à Johannes Pachelbel à l’occasion du 250e anniversaire de sa mort. J. Pachelbel : 15 Pièces : Toccata-Pastorale en fa majeur, Quatre chorals (Nun komm der Heiden Heiland, Durch Adams Fall ist ganz verderbt, Vater unser im Himmelreich, Allein Gott in des Höh’ sei Ehr’), Toccata en mi mineur, Fantaisie en mi bémol majeur, Sept versets sur le Magnificat (IIe, IIIe, IVe et VIIIe), Chaconne en ré mineur - Paris  St-Merry  (Decca) 1955
- Huit pièces anciennes sur des thèmes liturgiques :  A. de Cabezon : Salve Regina, P. Cornet : Deux versets pour le Salve Regina (Eia ergo – Pro fine), J. Titelouze : Hymne A solis ortus cardine (3e verset) , G. Frescobaldi : Offertoire pour la Missa della Dominica, N. de Grigny : Plain-chant en taille et Fugue à 5 sur le Veni creator, D. Buxtehude : Te Deum, J. S. Bach : Choral de Profundis avec cantus firmus joué par trois trombones, Anonyme : Trois versets extraits du Te Deum paru chez Pierre Attaingnant en 1531 (Tu Patris – Te devicto – Laudamus) - Paris St-Merry (Decca 173 730) 1956
- P. Du Mage, J. Titelouze : ‘Urbs Jerusalem‘, C. Racquet, G.-G. Nivers, L. Marchand, J.-F. Dandrieu - La Flèche  Le Prytanée militaire (Contrepoint) 1957-8
- A. de Cabezon, S. Aguilera de Heredia, F. Correa de Arauxo, J. Cabanilles, J. Oxinagas, Anonyme - La Flèche  Le Prytanée militaire (Contrepoint) 1957-8
- Noëls  français:  J.-F. Dandrieu, E. Du Caurroy, C.-B. Balbastre, N. Lebègue, M. Corrette - La Flèche Le Prytanée  militaire (Contrepoint) 1957-58
- R. de Lassus : Motets, J. Des Prés, G. Reutter, E. Martin : Libera me - (Boite à Musique)  Chanteurs de St-Eustache, dir. E. Martin- 1958
- J. S. Bach : Chorals  de Noëls, D. Buxtehude, F. W. Zachow, J. G. Walther - Le Mans  Ste-Croix  (Deva) 1958
- E. Gigout : Toccata, C.-M. Widor : Toccata, L.-C. Daquin, A. Raison : Offertoire, C. Franck : Pastorale - Paris  Oratoire du Louvre (Vogue) vers 1958
- J. S. Bach : Toccatas et fugues  en ré min., en fa maj. et la dorienne, Cantate BWV 147, Petite Fugue  en sol - Paris  Oratoire du Louvre (Vogue) vers 1958
- Concert sacré en la Cathédrale de Chartres•  G. Jullien : Suite 7° ton, Antoine Brunel, Eustache de Caurroy [sic], Pierre Robert - Paris  St-Merry (Erato Collection châteaux et cathédrales LDE 3348, stéréo STE 50248 artistique) 1964 - Ensemble de cuivres, orchestre Jean-François Paillard, sous la direction de Stéphane Caillat
- M. Corrette : Concerto  op. 26 (6) - (SM)  Musée du Louvre, Orchestre Chambre Paris, dir. P. Duvauchelle -  1970
- Psaumes  polyphoniques:  J. S. Bach, A. Cellier, R. Crassot, M.-L. Girod-Parrot, C. Goudimel, M. Greiter, A. Honegger, C. Lejeune, K. Othmayr, R. Vuataz - (Vogue)  Maîtrise  de l’Oratoire du Louvre, dir. H. Hornung, 1972 avec H. Puig-Roget
- Noëls français : J.-F. Dandrieu, C.-B. Balbastre, N. Lebègue, L.-C. Daquin, M. Corrette - La Celle-Les-Bordes - 1970
- Mélodies pour prier no 7 de la Réforme avec trompette et flûte - 1979
- Puer natus in Bethlehem : J. S. Bach, D. Buxtehude, J. Pachelbel, G. F. Haendel, G. P. Telemann - La Celle-Les-Bordes 1981
- T. Albinoni : Concerto op. 7 - A. Vivaldi : Concerto en si bémol - G. Torelli : Concerto en ré - La Celle-Les-Bordes - 1982
- J. Nin, A. Illiashenko, L. Brown, M.-L. Girod-Parrot : Variations sur le Psaume 95, E. Bloch : Chant juif, E. Kesrouani, W. de Fesch, G. Gabrieli, G. Migot : Hosannah, J. Sibelius : Religioso - Négro-spirituals - La Celle-Les-Bordes  (SM)  S. Milliot Violoncelle 1983
- M.-L. Girod-Parrot : Psaume  96, J. Alain : Ballade en mode phrygien, G. Litaize : Prélude liturgique, J. Langlais: Pièce modale  no 3  - Paris  Oratoire du Louvre  (Erato-Orgues de Paris) 1992 CD
- Jésus, que ma joie demeure - Paris Oratoire du Louvre - 2002 CD
- M.-L. Girod : Petite Cantate pour le jour de Noël - Paris Oratoire du Louvre - 2003 CD
- M.-L. Girod : Petite Cantate pour le jour de Pâques - Paris Oratoire du Louvre - 2004 CD
- M.-L. Girod : Petite Cantate pour le jour de Pentecôte - Paris Oratoire du Louvre - 2007 CD